# Empire Interactive
Empire Interactive — британский разработчик и издатель компьютерных игр, располагавшийся в Лондоне. Компании также принадлежали бренды Xplosiv (издатель бюджетных игр) и eJay (создание музыки)

## История
Основана в 1987 году в результате слияния Entertainment International (UK) Ltd и Oxford Digital Enterprises. В 2000 году компания приобрела студию Razorworks.
В конце октября 2006 года Empire Interactive была куплена американской компанией Silverstar Holdings. Сделку одобрили 90 % акционеров Empire Interactive, и Silverstar Holdings выкупила 85 % акций компании на сумму примерно в 4,5 млн фунтов стерлингов. Хиггинс, соучеридитель компании, ушел со своей должности в мае 2008 года.
В июле 2008 года Empire Interactive сократила количество своих сотрудников на 30 % и продала Razorworks британской компании Rebellion Developments.
После экономического кризиса 2008 года в марте 2009 года Silverstar Holdings была удалена из листингов NASDAQ и подала заявку на банкротство; Empire Interactive была переведена на внешний административный контроль со стороны KPMG Restructuring, занимавшейся ликвидацией компании и распродавшей интеллектуальную собственность компании американской компании New World IP. Позднее издатель Zoo Publishing получил эксклюзивные права на издательство и распространение игр Empire Interactive.

## Известные игры
Известные игры изданные и/или разработанные компанией:
- Jackass[англ.] (PS2, PSP and DS versions)
- Double Dragon (XBLA version)
- серия FlatOut
- International Cricket Captain Series[англ.]
- Big Mutha Truckers[англ.]
- серия Ford Racing[англ.]
- Ford Street Racing[англ.]
- Dreamfall
- Starsky and Hutch[англ.]
- Starship Troopers
- Stars!
- Speedball[англ.]
- Speedball 2: Brutal Deluxe
- Total Immersion Racing[англ.]
- Pro Pinball Series